# Костомлоты (Люблинское воеводство)
Костомлоты (пол. Kostomłoty) — деревня в Бяльском повете Люблинского воеводства Польши. Входит в состав гмины Кодень. По данным переписи 2011 года, в деревне проживал 561 человек.

## География
Деревня расположена на востоке Польши, в левобережной части долины реки Западный Буг, вблизи государственной границы с Белоруссией, на расстоянии приблизительно 37 километров к востоку от города Бяла-Подляска, административного центра повета. Абсолютная высота — 140 метров над уровнем моря. К западу от населённого пункта проходит региональная автодорога 816.

## История
В конце XVIII века деревня входила в состав Брестского повета Великого княжества Литовского. Действовала униатская церковь.
Согласно «Справочной книжке Седлецкой губернии на 1875 год» деревня Костомлоты являлась центром одноимённой гмины Бельского уезда Седлецкой губернии. В 1912 году Бельский уезд был передан в состав новообразованной Холмской губернии.
В период с 1975 по 1998 годы деревня входила в состав Бяльскоподляского воеводства.

## Население
Демографическая структура по состоянию на 31 марта 2011 года:
|         | Всего | До трудоспособного возраста | Трудоспособного возраста | Старше трудоспособного возраста |
| ------- | ----- | --------------------------- | ------------------------ | ------------------------------- |
| Мужчины | 299   | 47                          | 202                      | 50                              |
| Женщины | 262   | 48                          | 134                      | 80                              |
| Всего   | 561   | 95                          | 336                      | 130                             |